# 塩沢温泉
塩沢温泉（しおざわおんせん）は、福島県二本松市にある温泉である。
安達太良山の東麓にあって、湯川渓流と樹林に囲まれた温泉で、8軒ほどの宿がある。周辺には、二本松塩沢スキー場や東北サファリパークなどがある。

## 泉質
- 泉質：単純温泉
- 泉温：35℃〜43℃
- 効能：リウマチ・神経痛ほか

## 交通アクセス
- 自動車
  - 東北自動車道 二本松インターチェンジより国道459号・福島県道354号安達太良山線経由 13 km、25分
- 公共交通
  - JR東北本線 二本松駅より北西へ約15 km。福島交通の路線バス（塩沢温泉行）で約35分